# 岩屋寺の切開

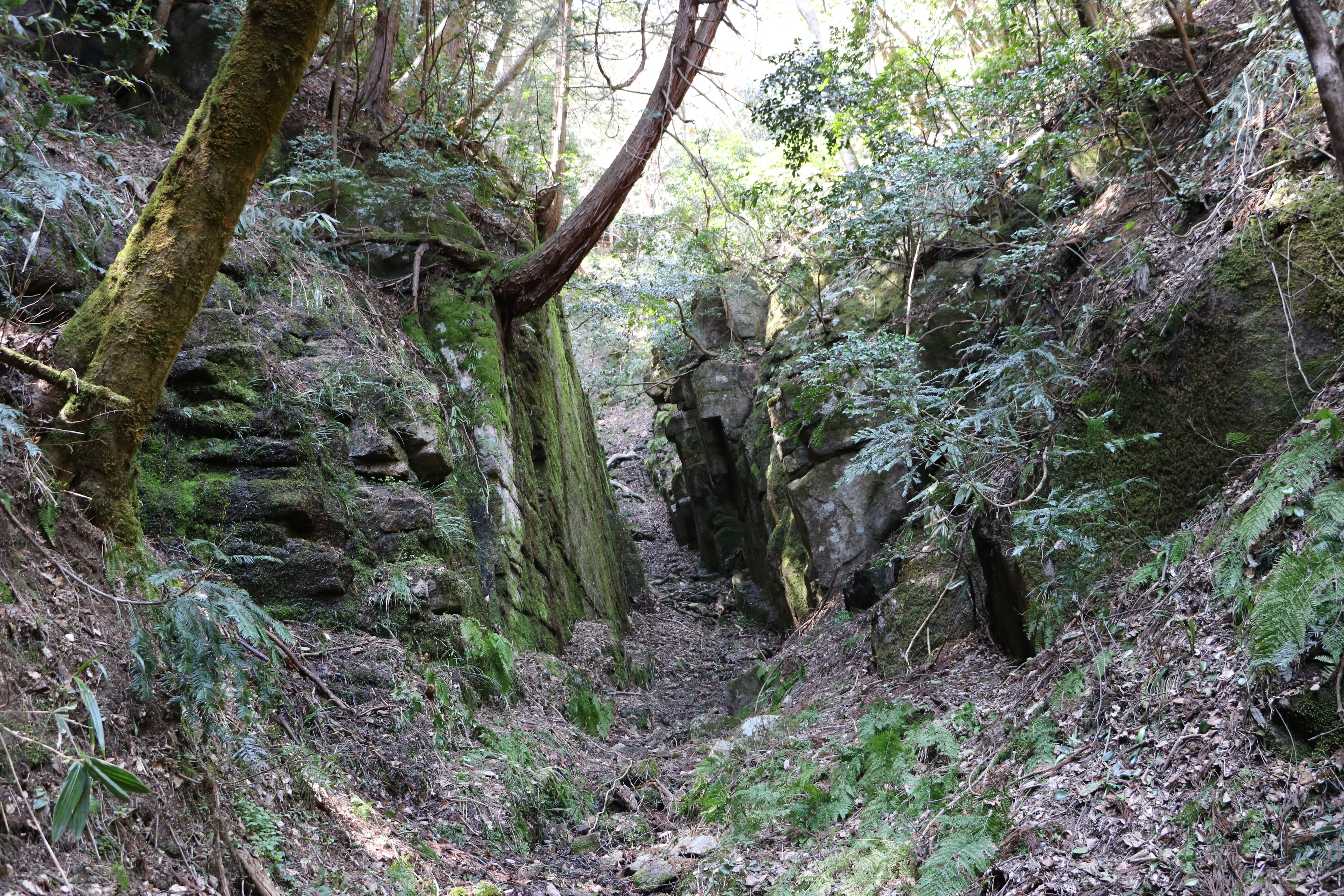
岩屋寺の切開。2021年3月26日撮影。

岩屋寺の切開（いわやじのきりあけ）とは、島根県仁多郡奥出雲町中村にある国の天然記念物に指定された、きわめて小規模で特異な峡谷である。
山腹の傾斜面に建てられた岩屋寺（廃寺）の境内を貫通する溝のような峡谷が、あたかも切通しのように見えることから切開（きりあけ）と呼ばれるようになったという。この場所は通常であれば水の流れによる侵食（河食）が起こるとは考え難い山頂近くに位置しており、地形学的にはごく新しい時代に形成された特異な侵食地形であることから、1932年（昭和7年）7月25日に国の天然記念物に指定された。
2005年（平成17年）に行われた調査により、切開の峡谷底部に伏在する断層破砕帯の存在が明らかになり、数百年前から古くても千数百年前に発生した、異常な集中豪雨に伴う土石流によって、硬い花崗岩に挟まれた軟らかい破砕帯が短期間のうちに浸食されたものと考えられるようになった。

## 峡谷地形の「切開」
岩屋寺の切開のある岩屋寺は、島根県南東部の奥出雲町にある岩屋寺山（標高607メートル）南側斜面の標高約500メートルほどの山腹に所在する。
岩屋寺の切開は、国の天然記念物に指定された時期として比較的初期の1932年（昭和7年）7月25日に指定されており、そのため国土地理院の発行する2万5千分1地形図や市販の地図等には、古くからその名称と位置が記載されているものの、天然記念物の所有者および管理者が、県や地元自治体ではなく、長期間にわたり無人状態となっている廃寺の岩屋寺であるため、案内看板やアクセス道路等が整備されておらず、辿り着くのが困難な場所にあって、実際に現地を訪れ切開を見た人は少ないという。
天然記念物に指定される以前の1919年（大正8年）に発刊された地誌である『仁多郡誌』や、天然記念物に指定されてから35年も経過した1968年（昭和43年）に、当時の横田町が作成した『横田町誌』のいずれにも「岩屋寺の切開」に関する記載はなく、これらのことは当該天然記念物が地元の関心を引く対象ではないことを示しており、それに加え、あまり聞きなれない「切開（きりあけ）」という字面からは具体的な対象物が想像し難いこともあって、一般的にはあまり知られていない国の天然記念物である。
JR木次線出雲横田駅のある旧横田町中心市街地から、約1キロほど東北東の馬場地区に京都石清水八幡宮の別宮である横田八幡宮があり、ここから斐伊川上流に注ぐ伊勢谷と呼ばれる小さな沢に沿って岩屋寺の参道が続いている。この伊勢谷に沿った参道を登り切った最奥に廃寺となった岩屋寺があり、岩屋寺本堂（根本堂）の東隣にある弘法大師大師堂護摩堂の建物を右手側（東側）から100メートルほど山側へ回り込んだ、標高500メートル強のところに、国の天然記念物に指定された岩屋寺の切開がある。
岩屋寺の切開（以下、切開と記述する）は、切り立った岸壁に挟まれた狭くて深い、極めて小規模な峡谷地形であり、岸壁の高さは5メートルから10メートル、峡谷の長さは75メートル（水平距離68メートル）、谷幅はわずか3メートルである。谷底の勾配はかなり傾斜しており、入り口付近は７度、中間地点は20度、後半付近は27度と、上流に向かって徐々に急勾配になっている。峡谷の終点は3方向からの谷が合流する変則十字谷になっており、これら3方向からの50度から60度の勾配の急斜面に閉ざされるような形で峡谷地形は突然おわる。前述したように山頂部分水嶺から至近距離にあるため、谷底に表流水はほとんど流れておらず、角礫はあるものの円磨された水磨礫はない。
岩屋寺山周辺一帯の地質は古第三紀の粗粒の黒雲母花崗岩で、地表面に近い部分は中国地方によくみられる真砂土状になった風化が進んでおり、岩屋寺の境内各所にはトア状の巨岩が露出し、谷状の地形の底部各所にはコアストーンと呼ばれる未風化の花崗岩の巨礫が点在している。
切開のある岩屋寺山山体の地形は、北西方向から南東方向（以下、NW性と記述する）へ直線状を成す谷地形が多く、切開のある場所も伊勢谷の最上流部のNW性の谷筋に該当する。この直線状の谷地形は山頂を超えた北西側の山腹まで続いている。切開はこのNW性の谷筋の一部を構成する直線状の峡谷地形であるが、NW性谷の底部を更に溝状に深く削り込んで出来ており、より正確に言えば「谷底の中に新たにできた峡谷」、地形用語で言う谷中谷（こくちゅうこく）である。

## 成因の考察

### 河川侵食作用説への疑問

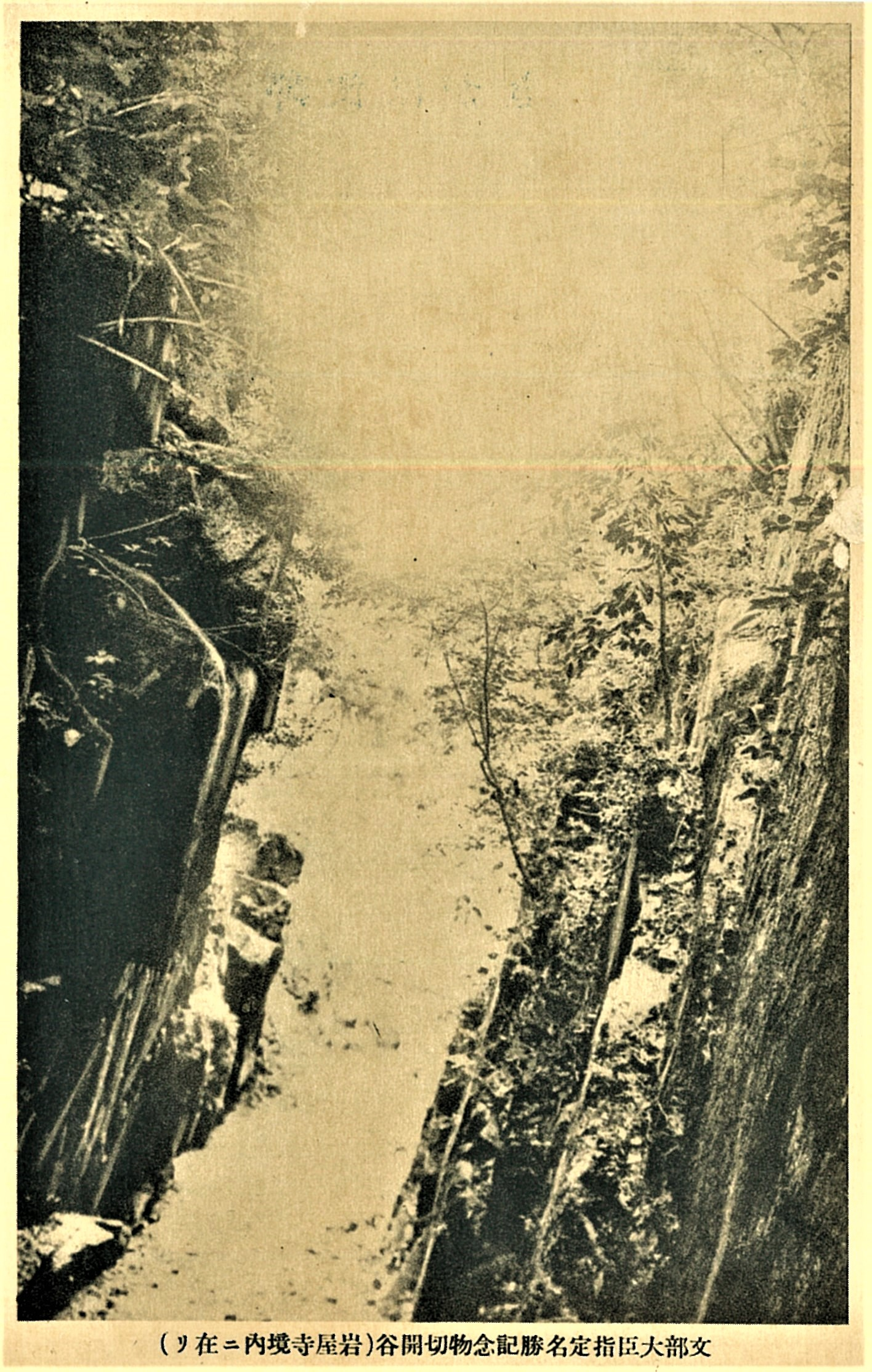
昭和初期の岩屋寺の切開の絵葉書。

国の天然記念物に指定された昭和初期の当時、この地形の成因は河川の浸食によるものと考えられており、1934年（昭和9年）に島根県が編集作成した『島根縣下指定史蹟名勝天然記念物』、および1938年（昭和13年）の『島根縣指定史蹟名勝天然記念物並国宝概説』では次のように解説されている。
| 出雲斐伊川の上流なる横田盆地の東北隅岩屋寺山（標高六百米）の中腹岩屋寺の境内に粗粒の黒雲母花崗岩より成る一小峡谷あり、峡谷の長さは僅かに七十米に過ぎざるも、兩岸は高さ二十米乃至十米の直立せる岸壁を成し、左右の岸壁略平行して北西より東南に向て一直線に走り、兩岸の幅甚だ狭くして上部に於て一・五米、中部に於て三米、下部に於て三・五米を算するのみ。 蓋し該峡谷は花崗岩の直立節理に水蝕の加はりて生じたる極幼年性のU字谷にして其の幅が上部に於て狭く、下部に於て却て廣きが如き稀に見る所のものなり。 |
| 「岩屋寺の切開」『島根縣指定史蹟名勝天然記念物並国宝概説』より。 |

1995年（平成7年）に発行された『日本の天然記念物』（講談社）における「岩屋寺の切開」の解説内容も、「…侵食地形としては比較的初期のものであろう。侵食が進めば…島根県の鬼舌振のような地形に変わっていくと考えられる…」と、上記の河川による浸食説を踏襲した内容であるが、これらの成因説に疑問を持った地質学者の井上多津雄は次の2つの疑問点を指摘し、通常イメージするような一般的な河川の浸食作用による成因説は「ありえない」とした。
1. 切開から山頂の分水界までの距離は僅か200メートルである。
2. 流水は極めて僅かで、しかも峡谷底部ではほとんど伏流しており、谷底の礫は角礫であって円礫ではない。

引き合いに出された鬼舌振は、同じ奥出雲町にある国の天然記念物に指定された河食による峡谷であるが、水量の豊富な大馬木川（斐伊川の大きな支流の一つ）の本流上に形成された峡谷であって、その上流には多数の支流が注ぎ込む流路が10数キロ続いており、岩屋寺の切開の位置する周辺の地形とは侵食要因となる条件がまったく異なる。流域面積が極少で水流の乏しい切開のような峡谷地形が、川の流水による侵食作用でできたとは考え難いが、国の天然記念物に指定された1932年（昭和7年）以降、学術的な調査はほとんど行われていなかった。特異な峡谷地形である切開はどのような成因でできたのだろうか、成因を河川による浸食、すなわち河食によるものとする既存の形成説への疑問を解消するため、井上は2005年（平成17年）に詳細な現地調査を行った。

### 土石流堆積物の存在

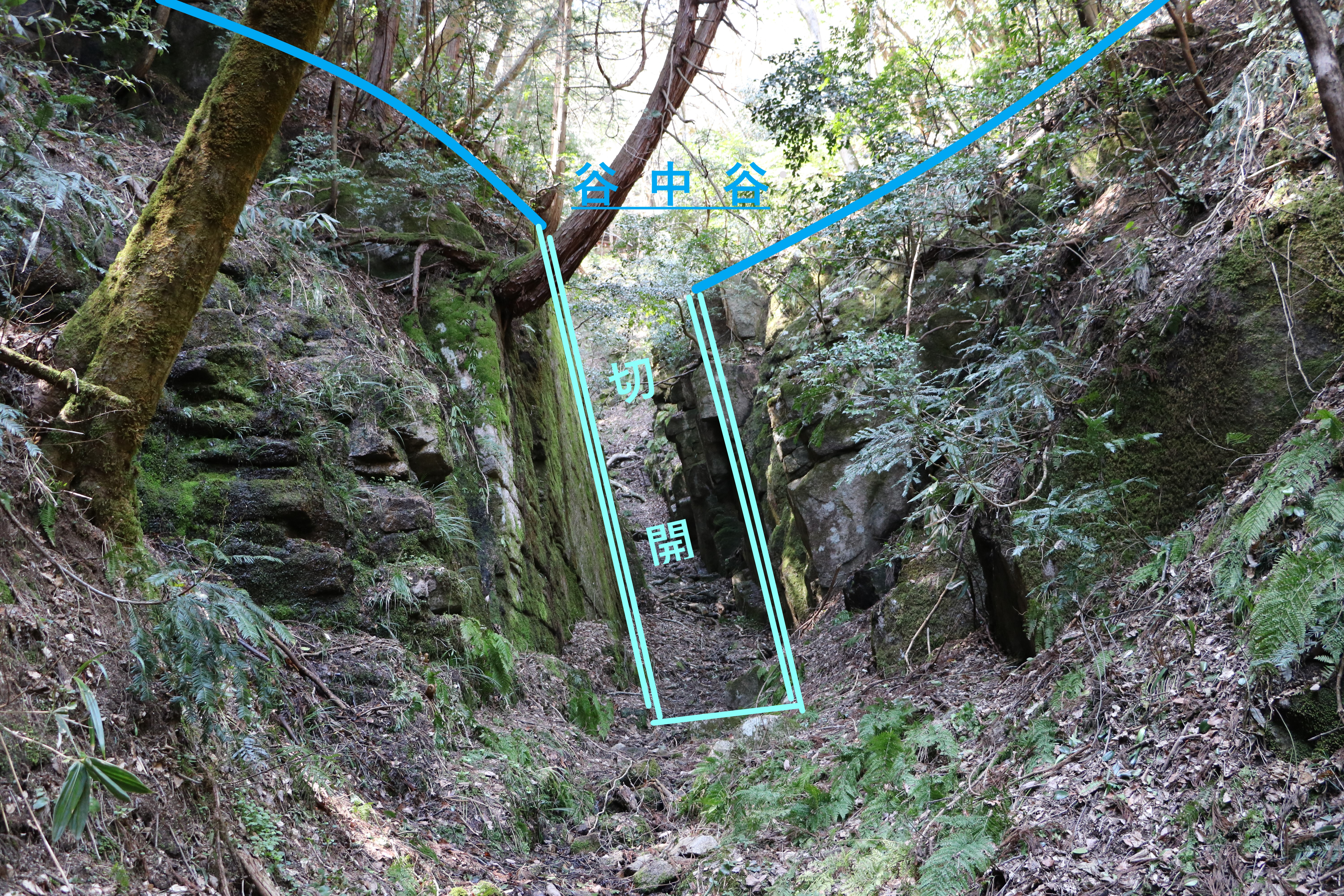
谷中谷（こくちゅうこく）を成す岩屋寺の切開。2021年3月26日撮影。

岩屋寺へ続く伊勢谷沿いの参道は、ところどころに平坦になった場所、地形用語で谷床（こくしょう）と呼ばれる平坦地が存在する。切開の下流に位置するこれら複数の谷床に着目した井上は、これを土石流が堆積したものと考え、切開に近い標高450メートル付近にある伊勢谷の谷床の調査を行った。
この場所は岩相が露出しているため観察するのに適しており、土石流堆積物は全体的に大雑把な成層になっている。成層は花崗岩起源の数ミリから数センチの角礫や砂で構成され、一部に10センチから30センチほどの礫、木片が含まれる。そして直径2メートルほどの大きな花崗岩のブロックがある。これら角礫や砂などの微細な堆積物は、花崗岩のブロックに対して水平にぶつかるように堆積しており、地質学用語で言うアバット不整合の構造を示すことから、この2つは同時に堆積したものではなく、もともと花崗岩のブロックが転がっていた場所に、土石流が流下して堆積したものである。
採取した木片（長さ約40センチ）を切断して断面を見ると、木の幹の半面が剥ぎ取られたものであることが分かった。土石流発生時に巻き込まれたものと推定され、僅かであるが樹脂がしみ出る。この木片は1か月が経過しても切断面の内部が乾燥しなかった。また、堆積物の中から直径1センチと2センチの玄武岩でできた細礫が各1つずつ確認された。

### 峡谷壁面の摂理と微地形

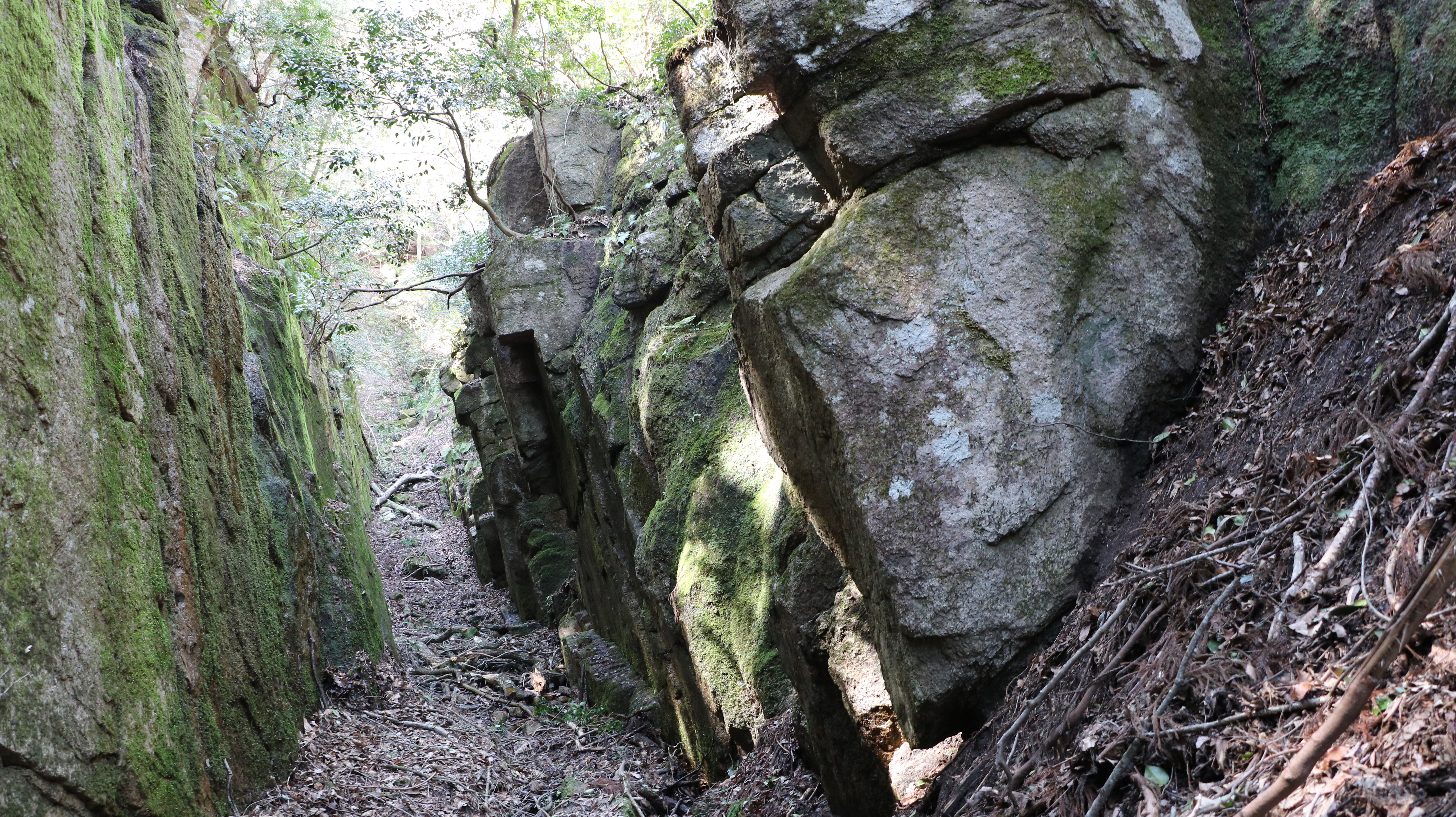
左岸側岩壁（画像右側）はオーバーハングして節理の一部が抜け落ちている。2021年3月26日撮影。

切開の峡谷内部を詳細に観察すると、両岸の岩壁には板状になった節理（板状節理）が右岸側に数枚、左岸側にも2枚ほど認められる。切開の峡谷の全体はこの板状節理の方向によって形付けられており、その両岸は並行していて、それぞれが北東方向に約80度傾いている。この節理の傾きがあるため左岸（北東側）の岸壁はオーバーハングしており、特に下半部の一部は節理に沿って抜け落ちているところがあって、ひさしのような形状になっている。
谷底には角礫、倒木、木枝、落葉が散在しており、通常時の流水は伏流していて、表流水は礫の隙間に見え隠れする程度であるが、右岸側の壁面をよく観察すると、何らかの流れによって形成されたと考えられる微地形が確認できる。なお、左岸側の壁面はオーバーハングによる落石のため、元来の節理が残存する壁面はほとんど失われている。
比較的原型を保っている右岸（南西側）の、壁面に平行した板状節理は上部が剥がれており、この節理の板状体の上面は、すべて上流側に傾いている。この割れ方はひびが入るような節理の割れ方（垂直と水平方向）とは異質のもので、一方向に加わった何らかの強い力によって板状体の上部が剥ぎ取られて、抵抗の少ない部分が残ったものと考えられる。このような形状は、水流によって礫が流れの方向に向く覆瓦構造（インブリケーション）の一種とも言える。
また、谷底辺近くの板状体の谷側の角部には丸みを帯びているものがあり、今日でも豪雨などによる小さな崩壊が時々あって、岩片などが崩れ落ちながら壁面に当たって角が取れる作用が起きていると考えられる。

### 断層破砕帯の発見

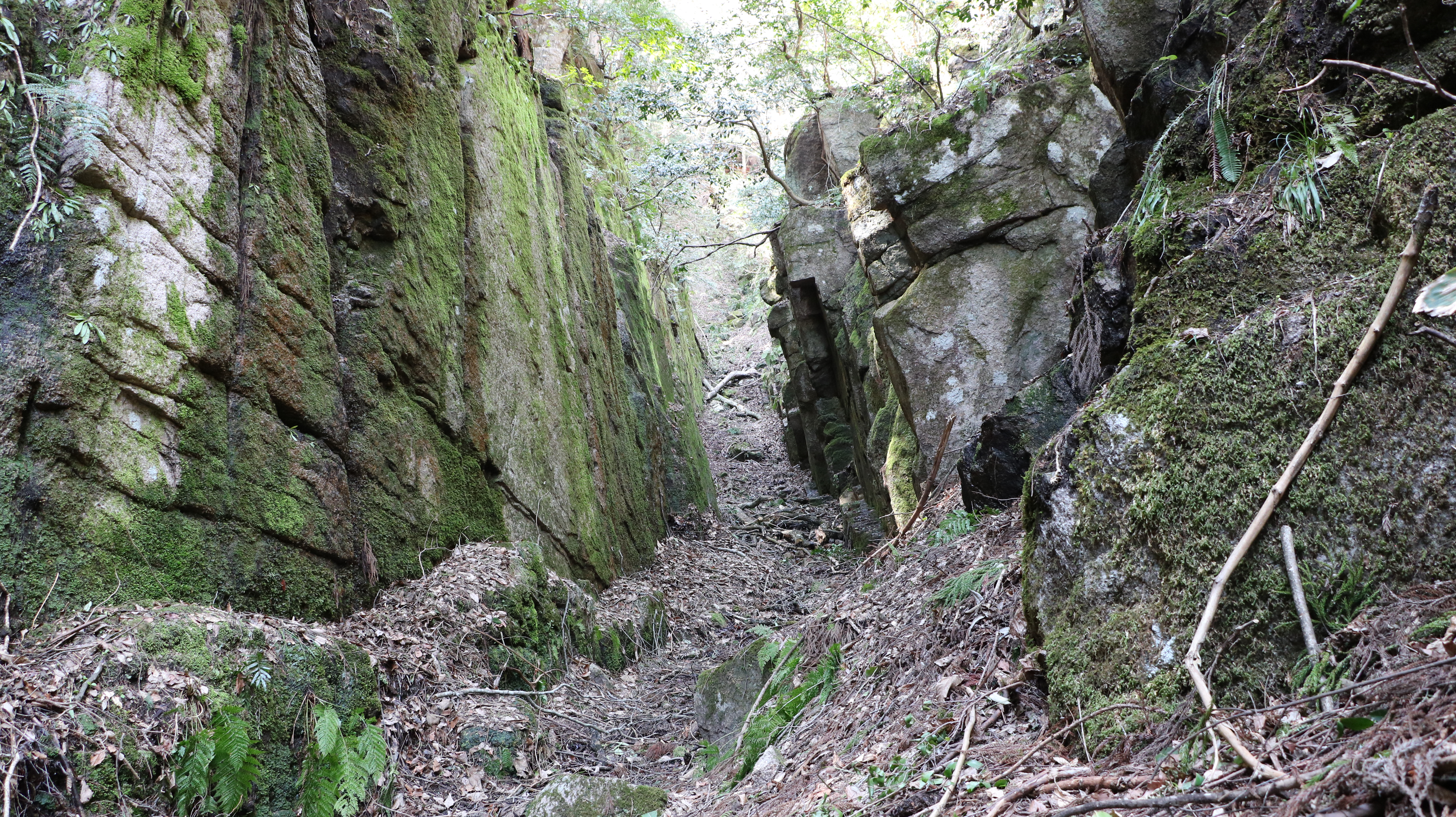
右岸側岩壁（画像左側）の最下部に板状体の節理が、滑り台が連なるよう屈曲しながら直線状に続いている。板状節理の上面は上流側（画像奥）へ傾いている。底面は谷底を含め角礫の上に積もった枯れ枝や落葉で埋め尽くされ、表流水はほとんど確認できない。2021年3月26日撮影。

井上が切開の現地調査を行ったのは2005年（平成17年）の夏から秋にかけてであるが、その期間中の同年9月3日、横田地区一帯に集中豪雨が発生した。偶然その2日前の9月1日と、5日後の9月8日の現地調査を行った井上は、切開周辺における集中豪雨前と集中豪雨後との2か所の小さな地形の変化を確認した。
1つは切開下流にあたる岩屋寺参道である伊勢谷の一角に、雨裂（ガリー）が生じていたことで、2つ目は切開上流部の峡谷終点付近を覆っていた崖崩土の一部が剥ぎ取られていたことである。これらはいずれも集中豪雨より2日前の9月1日の調査時には存在していなかった小さな地形の改変である。
このうち特に重要であったのは2つ目の変化で、剥ぎ取られて露出した峡谷の底部に、岩脈を伴う断層破砕帯が存在（伏在）していることが判明した。峡谷終点部より僅か上流部に露出した破砕帯の幅は3.5メートルであったが、切開峡谷底部の両端部（上流部端・下流部端）に露出する岩盤から判断して、峡谷内での破砕帯の幅は2.5メートルを超えることはない。破砕帯は谷底を横切る様な形をしており、断層の走向・傾斜は右岸側（南西側）でN50°W,  90°, 左岸側（北東側）でN50°W, 70°Nであった。
この破砕帯は両端部に玄武岩の岩脈（脈幅15センチ以下）と、断層粘土帯（幅20センチ以下）があって、その間は砂状から礫状になった花崗岩でできている。右岸側の断層粘土帯の中には破砕された玄武岩が取り込まれていて、ここから130センチほどの間は破砕が顕著であるが、破砕の程度は左岸側へ向かって弱くなっている。両端部の玄武岩は断層に対し並行して貫入しているが、玄武岩そのものが断層によって切断されており北西方向へ向かうにつれ薄くなり消滅している。なお、この玄武岩は風化していて硬石は露出していない。つまり、切開峡谷両岸の花崗岩の岩体は非常に硬いのに対して、その間に伏在する断層破砕帯は地質的に軟弱であるため、両者は著しい対照をなすことになる。

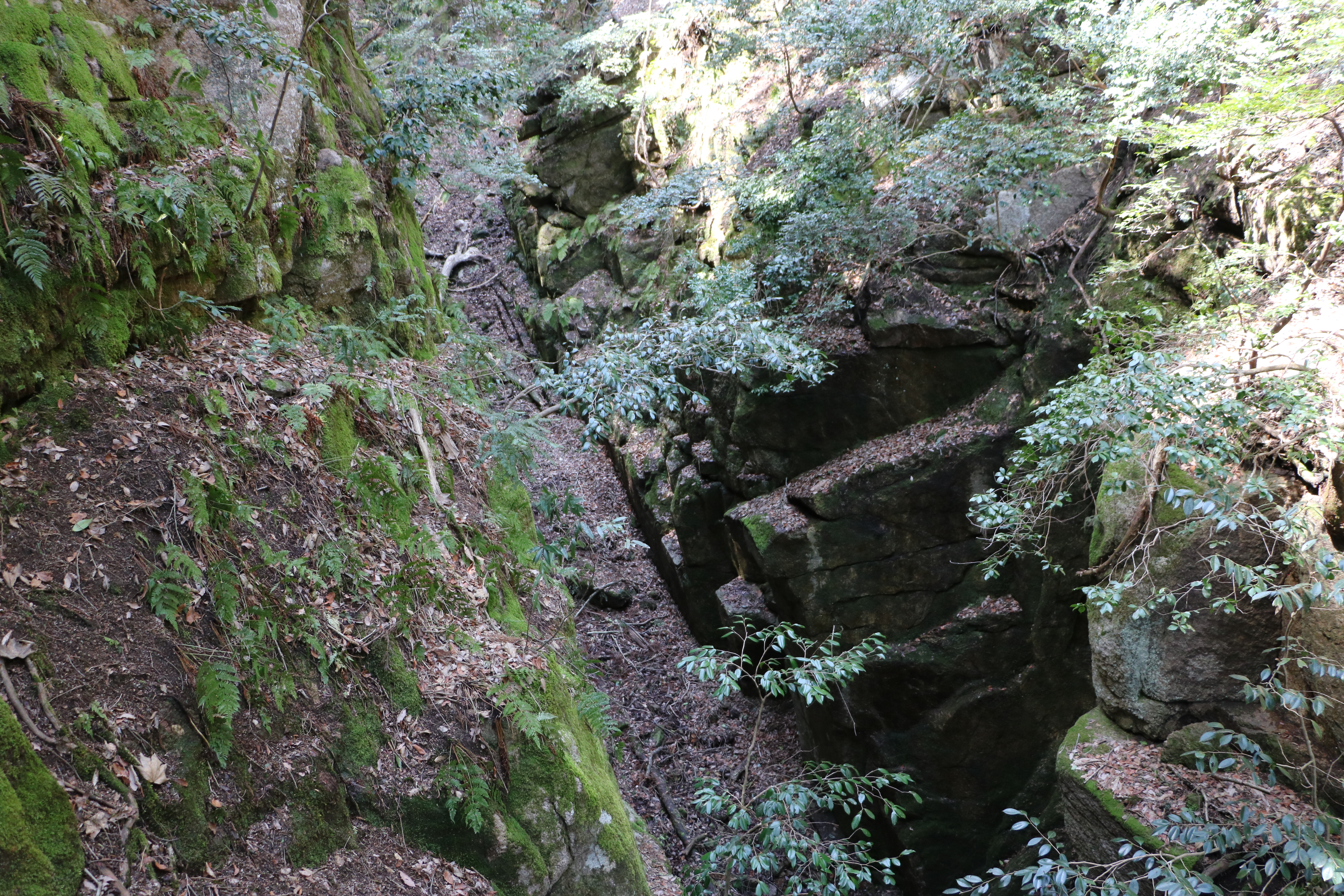
右岸上部より谷底を覗く。
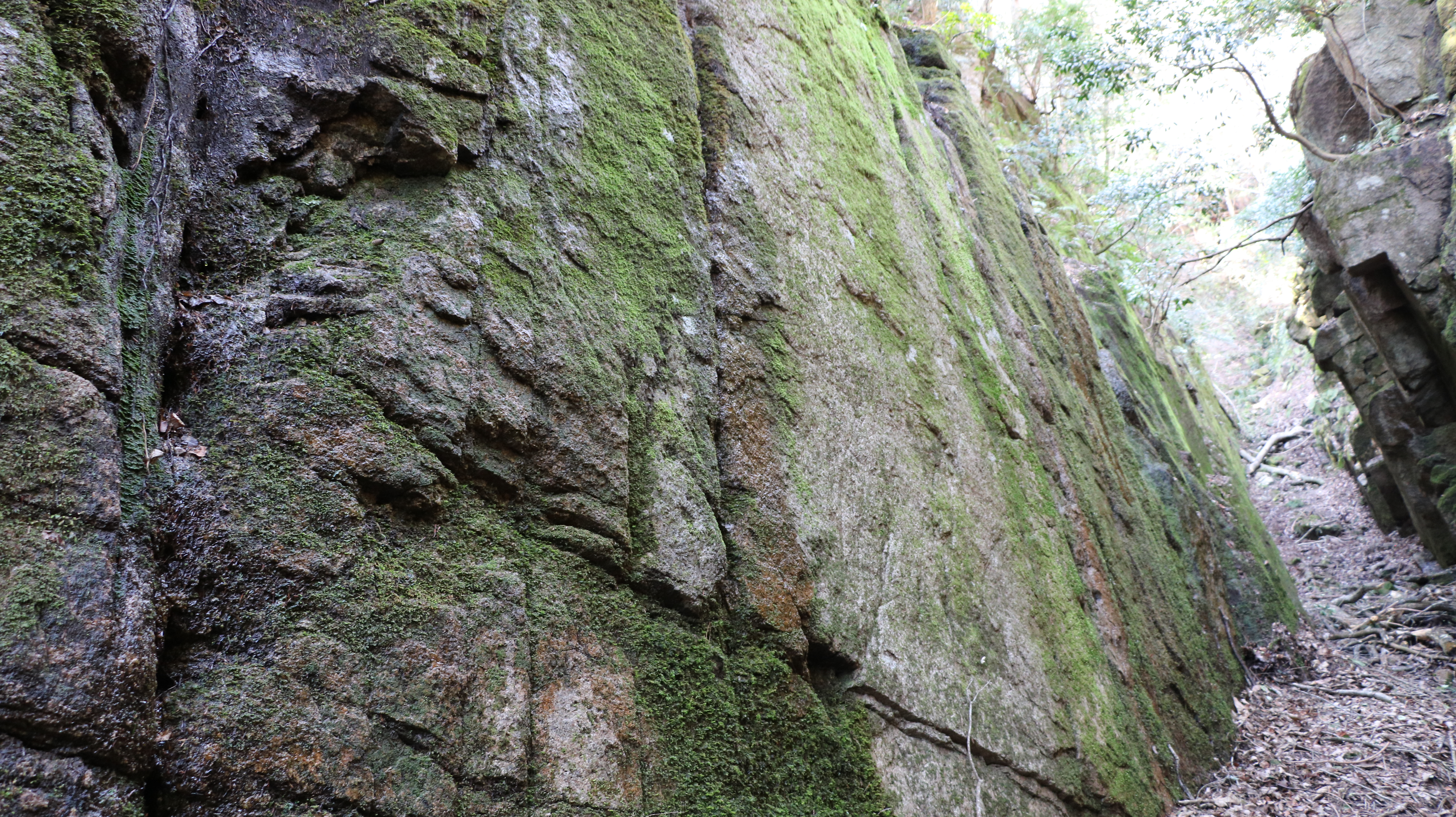
右岸側岩壁は比較的原型を保っている。
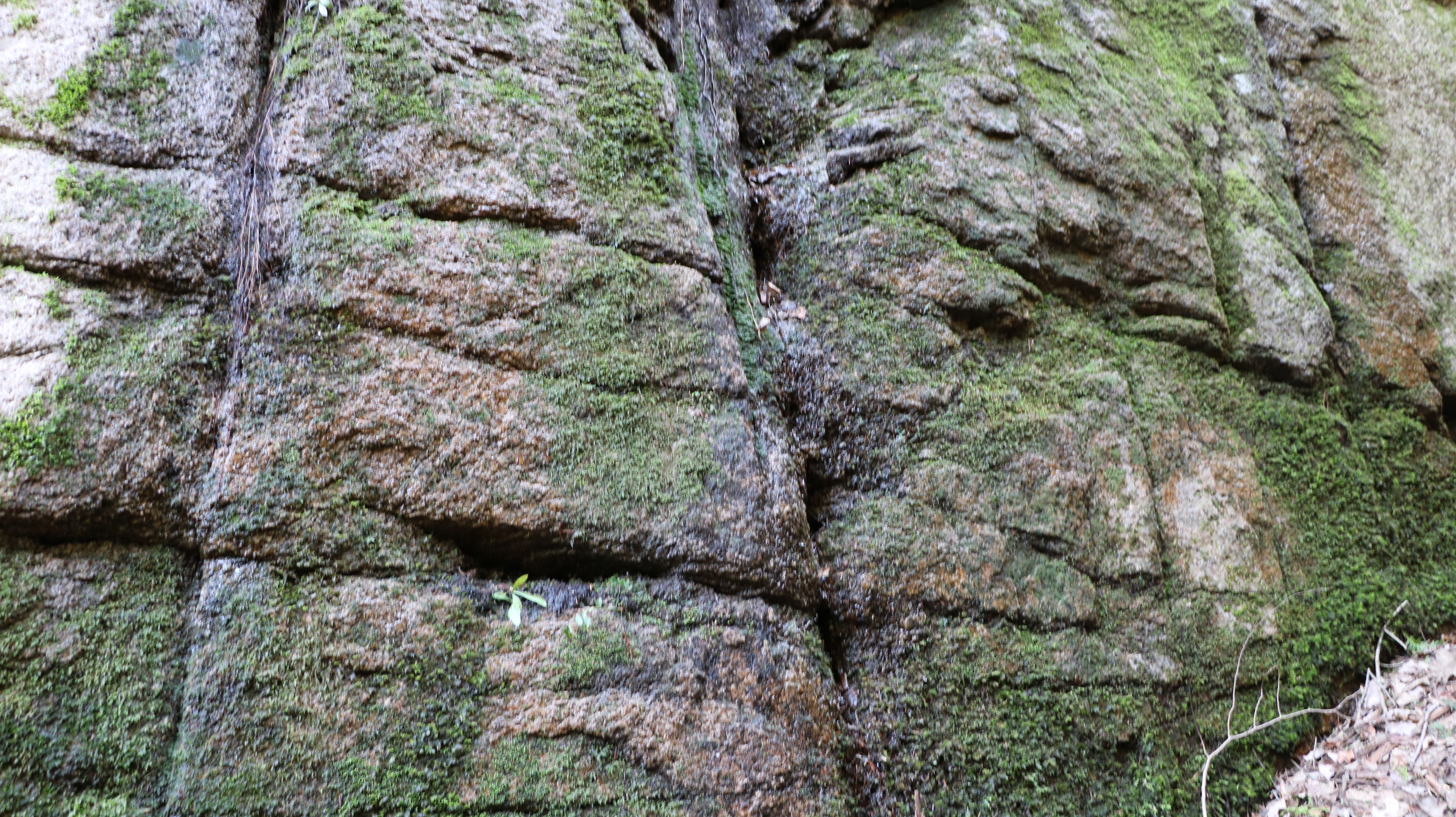
右岸側岩壁の節理。一般的な節理の構造であり、谷底に近い場所にある板状体の節理（右側の画像）とは異なる。

## 切開の成因

### 集中豪雨によるガリーの形成

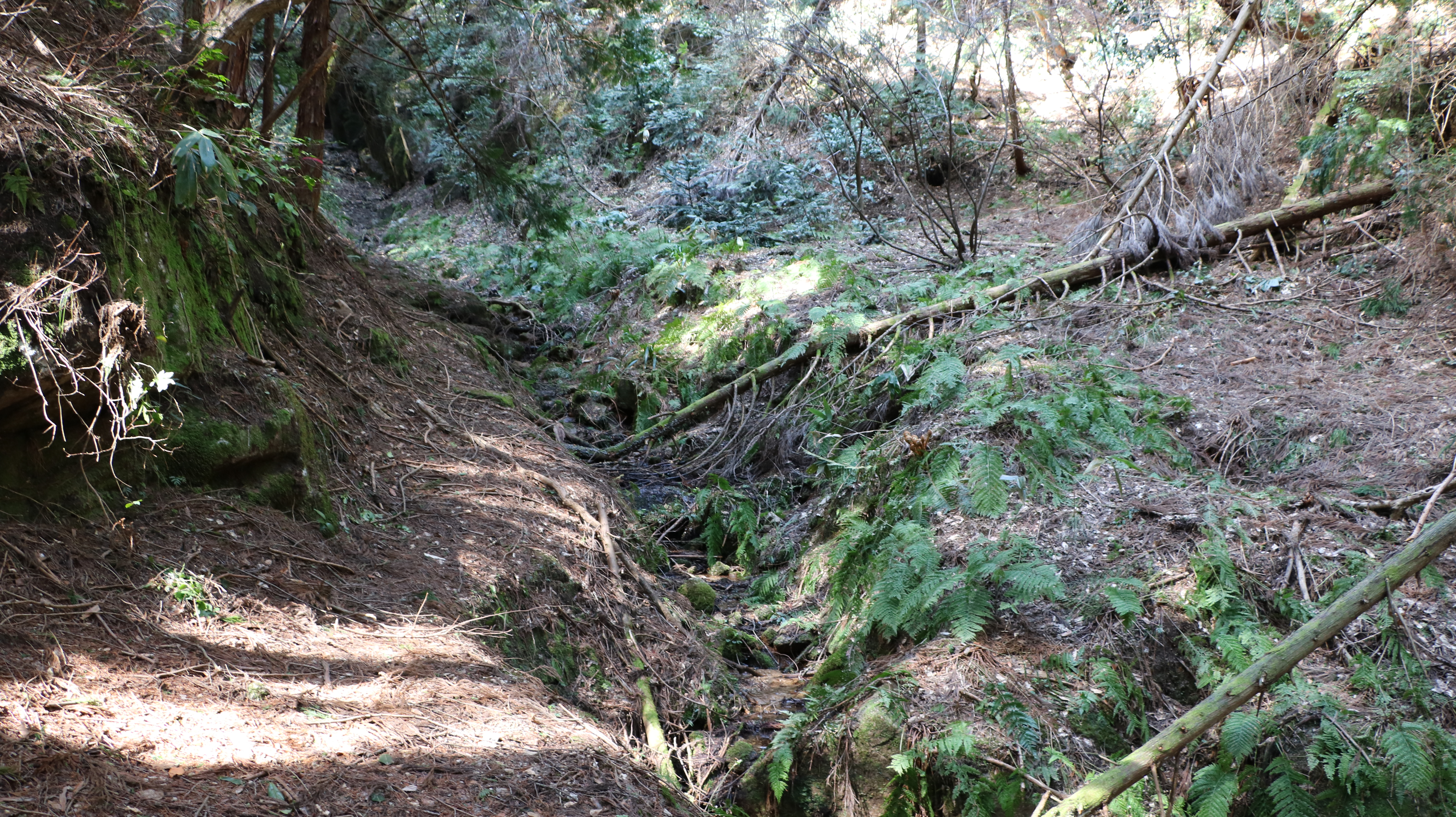
岩屋寺の切開のすぐ下流部の未固結の堆積物に生じた雨列。2021年3月26日撮影。

切開のような特異な峡谷地形の成因を考察するうえで、参考になる類似地形としてアロヨがある。「アロヨ、Arroyo (creek)」とは主にアメリカ合衆国南西部の乾燥地帯で使用される地形用語であり、一時的あるいは間歇的に水が流れる小規模な水路（涸れ川）を言い、「未固結の表層を垂直ないし急斜面で切った谷壁をもち、その高さは60センチ以上、深くて平らな谷底をもつ。普段は乾燥しているが、豪雨のあと一時的な流水を見る」と定義されている。
先述した集中豪雨後に見られたガリー（雨裂）の成因は、アロヨの形成過程と似たもので、岩屋寺参道の最上部、岩屋寺本堂直下の標高480メートル付近で確認された。この参道は幅約3メートルほどの未舗装の埋土であって、未固結堆積物ということもできる。新たに生じたガリーは、豪雨によって参道の上流方向から、かすかに残った轍上をなぞるように雨水が流れ下ってきたところに、両側斜面の枯沢が合流する地点から始まっていた。ガリーを計測すると、長さ20メートル、高さと幅はほぼ同じ30センチから70センチあり、垂直な壁を持つ深い溝が、短期間に出来たことになる。要点としては、集中豪雨があったこと、未固結物質で覆われた傾斜面上に水の通り道（轍）が存在していたこと、雨水が合流して急激に水量が増加する地点の存在、これらの条件が備わって一気に深い溝、ガリーが形成されたと考えられた。

### 土石流の侵食作用による切開の形成

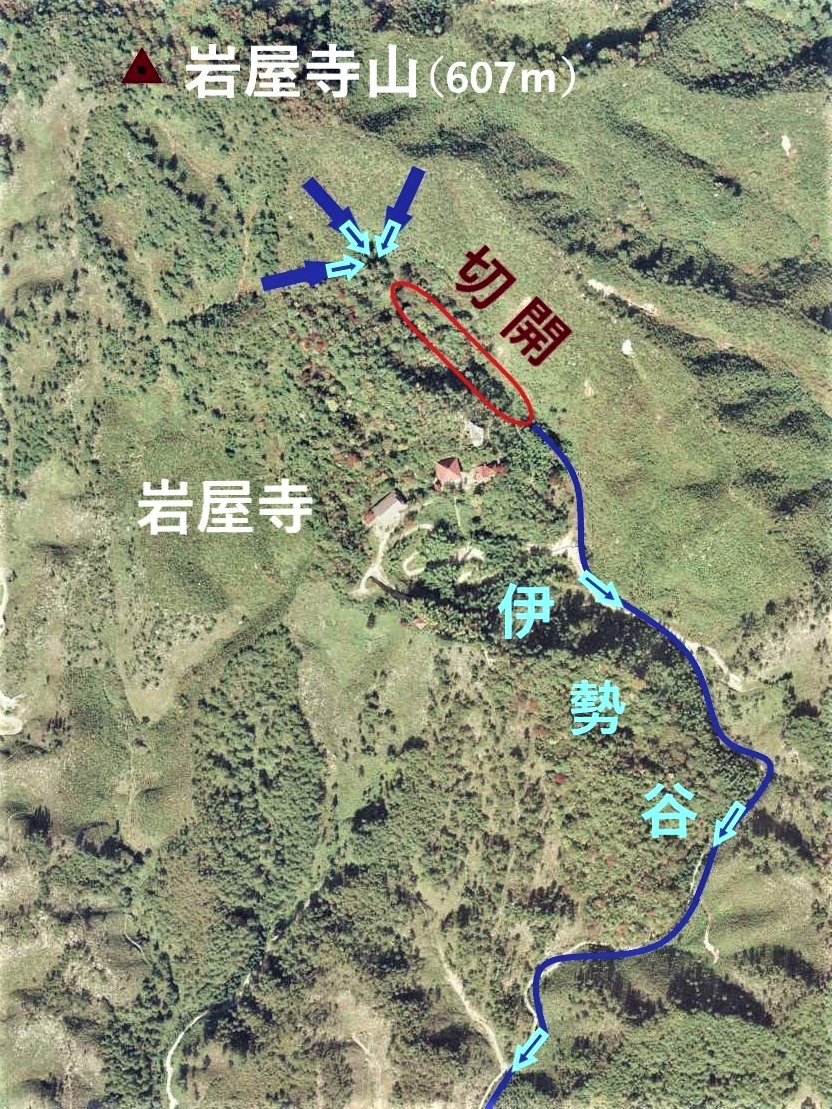
岩屋寺の切開の侵食形成過程イメージを示した空中写真。
峡谷最上流部の3方向からの土石流によって圧搾されるように、NW性谷の節理上の断層破砕帯部が一気に侵食された。下流にあたる伊勢谷の各所に土石流堆積物による谷床が認められる。1976年10月22日撮影の空中写真を使用作成。。

大きな河川が存在しない山頂近くにありながら、河食による形成説が長期間にわたり存在し続けた切開について、綿密な現地調査と考察を行った井上は、2006年（平成18年）3月に『峡谷地形「岩屋寺の切開」の成因』と題した論文を島根県地学会会誌へ発表した。
井上の考察は以下に集約される。
1. 峡谷は断層破砕帯の上に位置している。そのため破砕帯はその両側硬岩に比べて侵食に対する抵抗力は著しく小さい。
2. 峡谷が形成される前からそこは谷地形（谷中谷）、すなわち水の通り道であった。
3. 峡谷の終点（峡谷最上流部）は3つの谷が合流する地点であり、豪雨時には流水が集まるところに位置している。
4. 峡谷壁面には、板状体の上端面がいずれも上流側に傾いた微地形があり、これはインブリケーション（覆瓦構造）と同じように流れの卓越方向を示す構造である。

このような地形、このような地質の場所に、異常な集中豪雨とそれによる土石流が発生すれば、切開のような峡谷の形成は可能であろうと結論付けた。形成過程をより具体的に表現すれば、まず初めに、土砂を含んで高密度となった土石流が峡谷終点付近の変則十字谷で合流し、そこから一気に切開峡谷形成前のNW性の谷を流下した。この谷底は断層破砕帯（未固結の軟岩）であって、その両側は硬岩であるため、破砕帯の部分のみが深く侵食され峡谷になったと考えられる。この考え方は、下流部にあたる参道の各所に存在する土石流堆積物とその特徴である角礫が混ざった岩相や破壊された木片、少量の玄武岩礫の存在とも調和している。
なお、切開の上流部から山頂にかけて大規模な崩壊地形は存在しないが、土石流の発生には必ずしも大きな崩壊を伴わない。例えば1966年（昭和41年）9月に、山梨県南都留郡足和田村（現富士河口湖町）で死者・行方不明者94人を出した足和田災害のケースでは、直接の要因となった土石流発生の最初の2か所の崩壊地点では、厚さ数10センチの表土が、わずか2から3平方メートル崩れただけであったのにもかかわらず、それが流れ下りながら、やがて大きな土石流に成長したことが後年の調査により確認されている。
切開の形成された時期についても考察が行われ、手掛かりとなる次の4点が挙げられた。
1. 峡谷は谷中谷であり、新しくできた谷と考えることが出来る。
2. 峡谷の左岸側はオーバーハングしていて、節理は開口して不安定な地形になっており、そのため崩壊が進行していて、原壁面と見なされる板状体の部分は失われているが、それでも谷壁の大部分は保存されている。
3. 土石流は谷底を埋めた最も新しい堆積物である。
4. 土石流に含まれる木片の切断面からはわずかながら樹脂がしみ出てくる。炭化した痕跡もなく、埋没による変形もない。

以上のことから岩屋寺の切開は、きわめて新しい時期に形成されたもので、おそらく数百年前から古くても千数百年前の間であると考えられる。

## 交通アクセス
所在地
- 島根県仁多郡奥出雲町横田。

交通
- JR木次線出雲横田駅より奥出雲交通バス鳥上線に乗車。馬場バス停下車。徒歩30分[21]。ただし、整備された歩道や案内看板等はない。

先述のとおり、切開の所在する岩屋寺は廃寺であるため、寺院建造物を含め天然記念物「岩屋寺の切開」は一般見学者のための整備等は全くされていないが、本堂を取り囲む周辺の山林約19万9000平方メートルが「岩屋寺周辺整備事業」として2013年（平成25年）に奥出雲町によって購入された。これは岩屋寺の山門にかつてあった木彫りの仁王像が、オランダのアムステルダム国立美術館が所有していることが判明、公表されたことを機会に、岩屋寺に対する町民の関心が高まったことによるもので、2019年（令和元年）12月の奥出雲町議会の定例会における一般質問の席上、町長である勝田康則は岩屋寺周辺の土地取得の目的について、周辺にある地蔵や墓標等の歴史的石造物などの保存措置を講ずるものと答弁している。